# Javier Martínez Miranda
Javier Enrique Martínez Miranda (Asunción, 31 maggio 1978) è un ex cestista paraguaiano.

## Carriera
Con il Paraguay ha disputato i Campionati americani del 2011.